# Musée intégral de la Réserve de Biosphère de Laguna Blanca
Le musée intégral de la réserve de biosphère de Laguna Blanca est un musée territorial et communautaire, dont l'extension est celle de la réserve de biosphère dans laquelle il se trouve. 
Le district de Laguna Blanca se situe dans la zone de la puna argentine, et fait partie de la municipalité de Villa Vil, située dans le nord du département de Belén, dans la province de Catamarca, elle-même dans le Nord-Ouest de l'Argentine. Le musée se trouve à 460 km de la capitale de la province, San Fernando del Valle de Catamarca. 

## Historique
Ce musée universitaire, rattaché à l'Université nationale de Catamarca (UNCA), a été créé en 1997.  Il est actuellement géré par une équipe universitaire multidisciplinaire, l'Institut interdisciplinaire de la puna (InIP-UNCA), en collaboration avec les membres du village de Laguna Blanca. En 2004 a été inauguré le centre de réception et d'interprétation du musée intégral. 

## Concept
Le concept de musée intégral naît lors de la table-ronde organisée à Santiago du Chili en 1972. La Déclaration qui en a découlé proposait de placer le musée comme un moteur de développement durable au sein des communautés dans lesquelles il s'intègre, et de mettre en avant les communautés et leur pouvoir de décision sur les discours muséaux. Dans cet ordre d'idée, le discours muséal est produit par la communauté locale mais aussi, et surtout, destiné à celle-ci. Ce concept s'insère dans le mouvement de la nouvelle muséologie. S'il s'apparente à l'écomusée, il est néanmoins profondément ancré dans la réalité sud-américaine. Ainsi, à la différence de l'écomusée tourné en grande partie vers la dynamisation d'une région grâce au tourisme et destiné à des populations qui réalisent les visites durant leurs temps oisifs, le musée intégral cherche à se constituer comme un instrument d'amélioration des conditions de vie de la population locale : dynamisation et diversification des artisanats, meilleure diffusion des besoins et productions locaux, emplois directs et indirects, etc. 

## Composition
Il comprend :
- un centre de réception et d'interprétation dont l'exposition permanente retrace l'histoire de la région et son importance dans les circuits de circulation des biens de consommation ;
- un parc botanique andin Paul Gunther Lorentz ;
- un enclos pour la faune autochtone ;
- plusieurs sites d'art rupestre ;
- deux grandes agglomérations archéologiques (Laguna Blanca et Piedra Negra) dont les premières occupations datent du changement d'ère (an 0) ;
- des sites panoramiques d'interprétation qui permettent une vision générale de l'environnement.

## Actions
Depuis sa création, le musée intégral apporte son soutien aux initiatives identitaires locales et appuie les mouvements de récupération de traditions locales. Au niveau agricole, il favorise les rencontres destinées à la circulation des variétés de semences adaptées à l'altitude. Au niveau textile, grâce à l'étude des iconographies présentes sur les céramiques des sites archéologiques, l'équipe universitaire a promu la réinterprétation et redynamisation de motifs anciens, reproduits sur les textiles créés actuellement. 
Au niveau architectonique, la construction du centre d'interprétation selon des méthodes traditionnelles et utilisant les matériaux locaux (adobe, toits de pisé, structures de cardón, etc.) a permis de stimuler un retour vers une architecture domestique vernaculaire quand la mode urbaine commençait peu à peu à imposer l'architecture de parpaing et toits de tôle métallique, pourtant beaucoup moins adaptée aux conditions climatiques (matériaux moins isolants par exemple) et bien plus chère (les matériaux doivent être transportés en camion depuis les grandes villes de la région, distantes de 150 à 400 km).
Au niveau de l'histoire régionale, le musée réalise un travail soutenu avec la population locale, en particulier la communauté éducative (élèves, parents d'élèves et équipe d'enseignants) autour de la récupération des traditions orales et savoir-faire locaux. Cette initiative est partie du constat que les contenus de l'enseignement formel (scolaire) passait sous silence l'histoire régionale pour mettre plutôt l'accent sur les grands événements de l'histoire nationale, la plupart centrés autour de la région de la Pampa de Buenos Aires ou dans le Sud du pays. La question identitaire du changement successif de nationalité de la portion de territoire de Laguna Blanca (Chili, Bolivie, puis Argentine), les intenses révoltes indigènes qui ont suivi la conquête espagnole dans le pays (XVIe – XVIe siècles), ou même la domination inca dans la région (XVe siècle), étaient des sujets totalement absents des contenus académiques.
Finalement, le musée appuie les processus identitaires actuellement en cours au sein des communautés de Laguna Blanca, entre autres autour de la propriété de la terre. En effet, une grande partie de la région appartient à quelques familles seulement, le reste de la population leur payant tribut pour le droit de vivre sur leurs terres, droits de pacage, etc.

### Muséologie
- Delfino, Daniel D. (1998): Subprograma de Desarrollo Turístico: Los Museos Integrales en la puna catamarqueña (Argentina), Congreso de Desarrollo Regional. Secretaría de Ciencia y Tecnología, T.II, p. 1-12, UNCa, San Fernando del Valle de Catamarca.
- Delfino, Daniel D. (2001): Reserva de Biosfera de Laguna Blanca (Dpto. Belén. Catamarca): Un Museo Integral en su extensión territorial, Arqueología Espacial no 23, p. 175-197.
- Delfino, Daniel D. (2003): Entre la Arqueología y la Arquitectura, una vía de valorización sociocultural: el caso del Centro de Recepción e Interpretación del Museo Integral de la Reserva de Biosfera de Laguna Blanca (Belén-Catamarca), Producciones Científicas NOA, 2003.
- Espiro, Valeria E. et R. Alejandro Díaz (2007): Experiencia y compromiso en una comunidad puneña, en torno a las actividades del Museo Integral de la Reserva de Biosfera de Laguna Blanca: hacia la práctica de una arqueología socialmente útil, Aportes Científicos desde Humanidades no 7, p. 248-257.

### Art rupestre
- Delfino, Daniel D. (1994): ¿Arte rupestre en Laguna Blanca? Revisando la premisa de la Capilla Sixtina, Revista del Museo de Historia Natural de San Rafael (Mendoza). Actas y Memorias del XI° Congreso Nacional de Arqueología Argentina (Partie 1), T.XIII (1/4), p. 73
- Delfino, Daniel D. (1995): Mensajes petrificados para la arqueología del presente eterno y la premisa de la Capilla Sixtina (Jurisdicción de Aguas Calientes, Dpto. Belén. Catamarca), Shincal no 4, p. 67-93
- Delfino, Daniel D. (2003): El Arte Rupestre de Laguna Blanca: presentación de la variabilidad de los procesos estéticos pretéritos en tanto componente del Museo Integral de la Reserva de Biosfera de Laguna Blanca (Belén-Catamarca), Producciones Científicas NOA 2003.

### Histoire régionale
- Cruz, José (1967): Vida y aislamiento. Un enfoque antropológico del ciclo vital en Laguna Blanca, Catamarca. Extracto de la Revista del Museo de La Plata (Nueva Serie), Sección Antropología, Antropología no 35, T.VI, p. 239-279
- Delfino, Daniel D. (2013): Los vendavales de políticas estatales y el resistente lenguaje de las casas mochas en la Puna catamarqueña

### Propriété de la terre
- Delfino, Daniel D.; R. Alejandro Díaz et Valeria E. Espiro (2007): ¿Tierras vacas o complicidad administrativa? La reorientación económica del Bolsón puneño de Laguna Blanca à partir de la colonia, Memorias del IIIº Congreso de Historia de Catamarca, T.I, Arqueología, Educación y Cultura, Geografía Humana, p. 107-124
- (en) Delfino, Daniel D. (2001): Of pircas and the limits of society: ethnoarchaeology in the la Puna, Laguna Blanca. Catamarca. Argentina, Ethnoarchaeology of Andean South America: Contributions to Archaeological Method and Theory, vol.8, p. 116-137